# Clase Wasp
La clase Wasp son buques de asalto anfibio tipo LHD (Landing Helicopter Dock) es un grupo de ocho unidades de la Armada de los Estados Unidos: Wasp (1989), Essex (1992), Kearsarge (1993), Boxer (1995), Bataan (1997), Bonhomme Richard (1998), Iwo Jima (2001) y Makin Island (2009). Son los mayores barcos de su tipo en el mundo.
Siete permanecen en servicio luego de la baja del Bonhomme Richard en 2021 a raíz de un incendio devastador mientras estaba amarrado en San Diego, California.

## Diseño

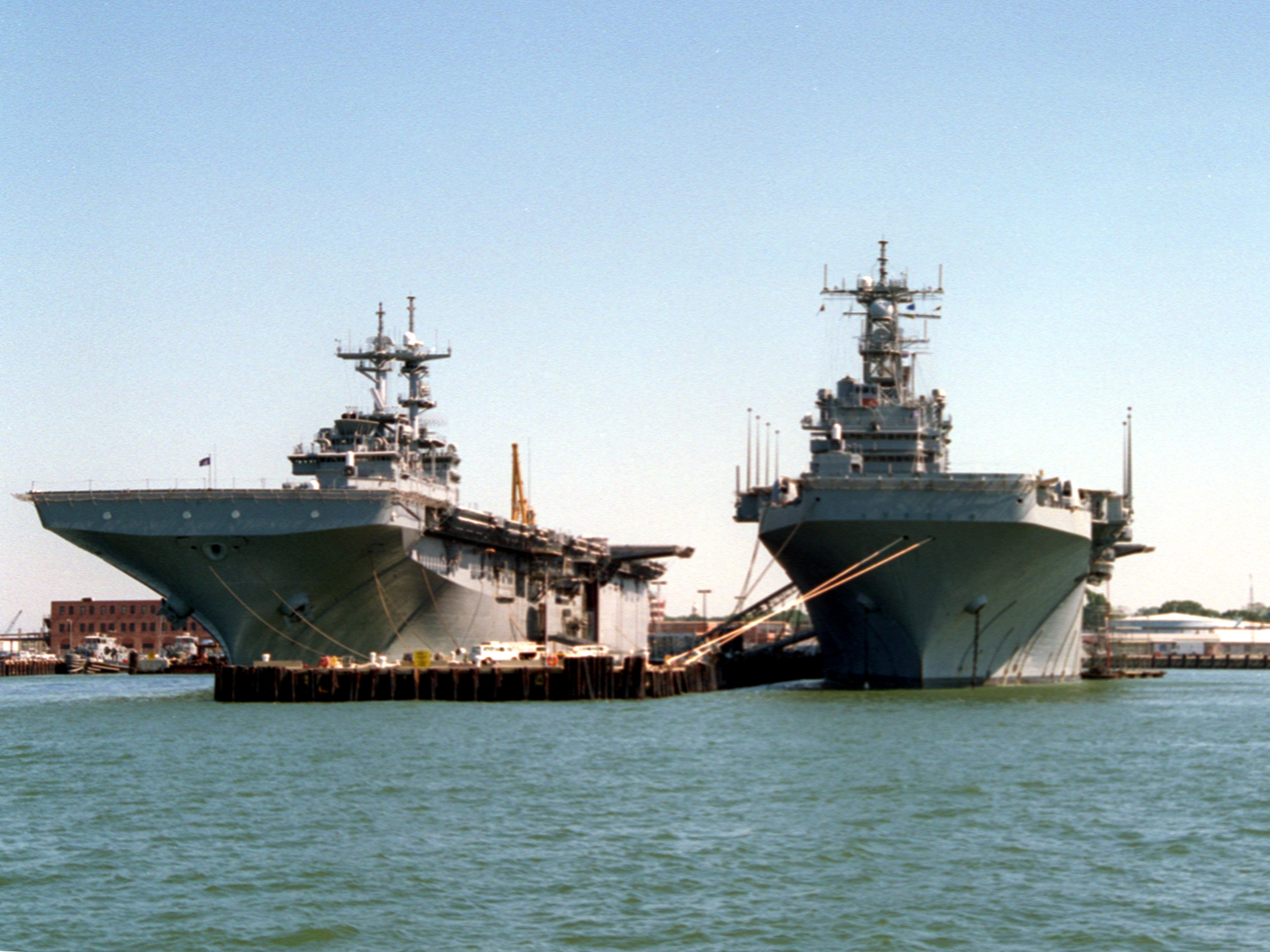
Wasp (LHD-1), a la izquierda, y Saipan (LHA-2) de la clase Tarawa, en 1993.

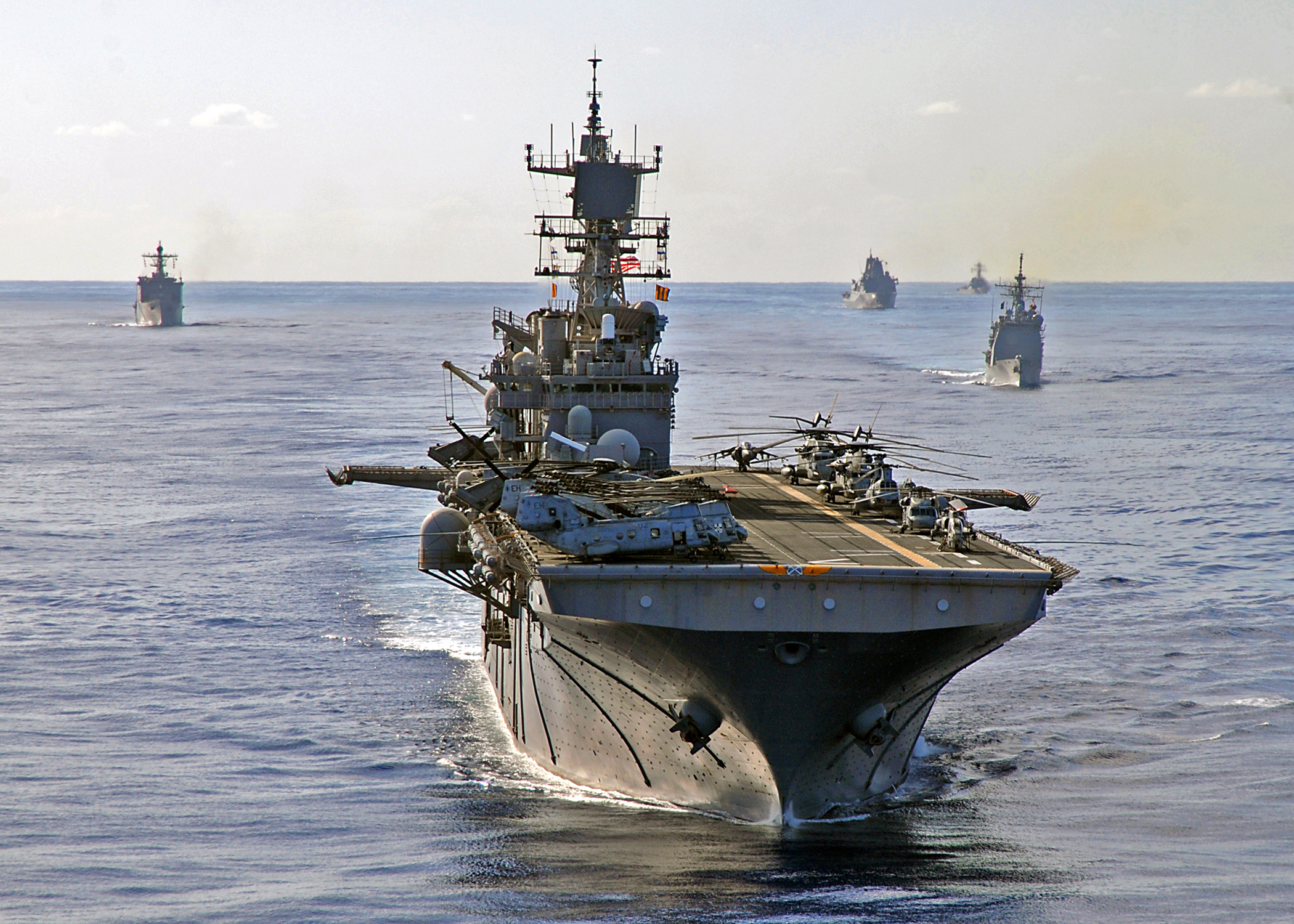
USS Iwo Jima navegando con su grupo de combate, año 2008.

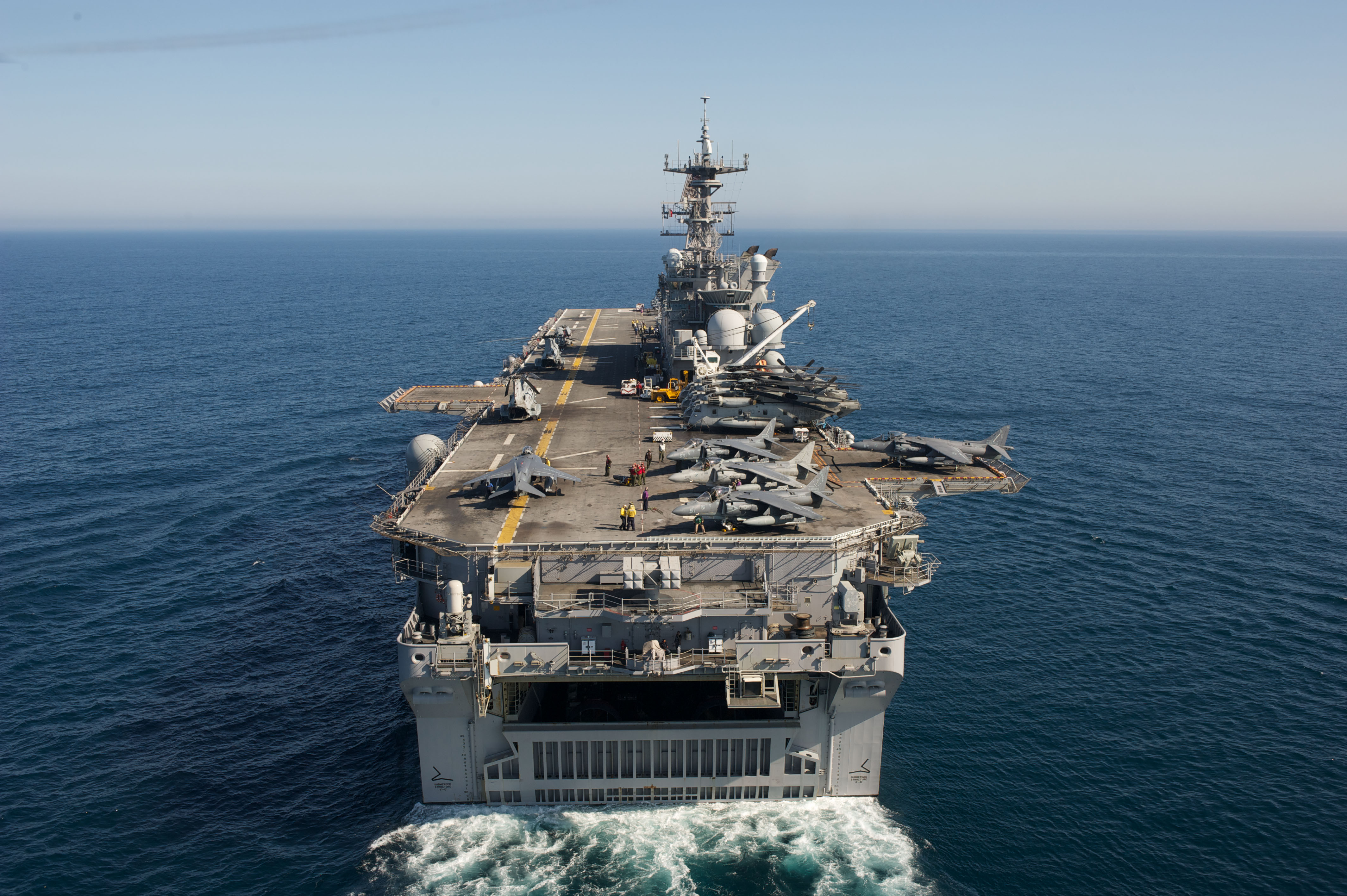
Vista trasera del USS Makin Island, año 2011.

Los navíos de la clase Wasp derivan de la anterior clase Tarawa, que tenían una serie de puestos de disparo en la cubierta de vuelo donde se sitúan cañones de 125 mm, de los que carecen los clase Wasp, además, los Wasp son 7 m más largos, lo que permite el que el LCAC pueda operar desde el dique inundable. Al final del dique inundable se encuentra la zona de carga de vehículos con 1941 m² y un espacio para almacenamiento de carga de 3539 m².
Los clase Wasp, tienen un ala aérea embarcada de helicópteros destinados a transportar tropas y equipamientos desde el barco hasta la costa. Estos se ven suplementados por un destacamento de aviones de ataque AV-8B Harrier V/STOL que proporciona cobertura aérea a las tropas desembarcadas. También poseen un dique inundable para desplegar desde él lanchas de desembarco: 6 LCM-8, 2 LCU o 3 hovercraft LCAC (Landing Craft Air Cushion) o 40 vehículos anfibios.
Las dimensiones de su cubierta de vuelo, son de 249,6 m por 32,3 m (8062 m²), lo que le permite operar simultáneamente hasta 9 helicópteros pesados CH-46 Sea Knight o MV-22 Osprey; cuentan así mismo con dos ascensores externos a la cubierta de vuelo de 35 t de capacidad para subir las aeronaves desde el hangar.
Cada uno de los buques de la clase Wasp dispone de un hospital con 600 camas y 6 quirófanos.
Estos buques fueron construidos en los astilleros Ingalls Shipbuilding de Pascagoula, estado de Misisipi. El cabeza de la serie fue botado el 29 de julio de 1989.
Los tres Mk15 Phalanx CIWS fueron retirados entre 1999 y 2002 en favor de los Mk49 con misiles RAM.
Cada barco de la clase Wasp tiene un desplazamiento de 40.500 toneladas largas (41.150 t) a plena carga, tiene 831 pies (253,2 m) de largo, tiene una manga de 104 pies (31,8 m) y un calado de 27 pies (8,1 m). Para la propulsión, la mayoría de los barcos están equipados con dos calderas de vapor conectadas a turbinas de engranajes, que entregan 70 000 caballos de fuerza en el eje (52 000 kW) a los dos ejes de la hélice. Esto permite que los LHD alcancen velocidades de 22 nudos (41 km/h; 25 mph), con un alcance de 9500 millas náuticas (17 600 km; 10 900 mi) a 18 nudos (33 km/h; 21 mph). El último barco de la clase, USS Makin Island. En su lugar, se equipó con dos turbinas de gas con engranajes General Electric LM2500. La compañía del barco consta de 1.208 personas.

### Operaciones anfibias

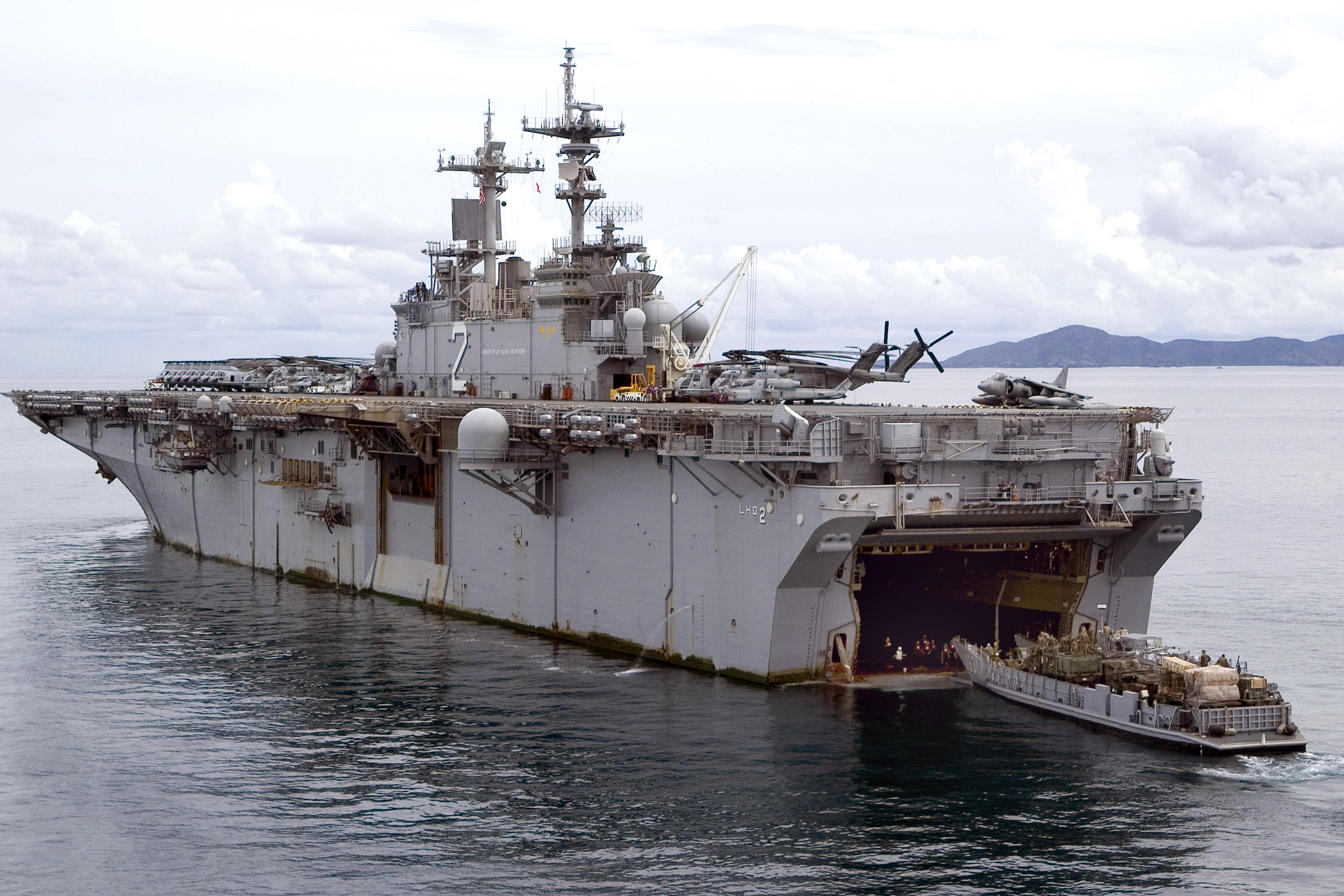
USS Essex realizando un acoplamiento de puerta de popa con una lancha de desembarco.

Los LHD pueden soportar desembarcos anfibios de dos formas: en lanchas de desembarco y en helicóptero. En la cubierta del pozo de 266 x 50 pies (81 x 15,2 m) por 28 pies (8,5 m) de altura,  los LHD pueden llevar tres Landing Craft Air Cushion , doce Landing Craft Mechanized o 40 Vehículos de asalto anfibio (AAV), con otros 21 AAV en la cubierta de vehículos. La cabina de vuelo tiene nueve puntos de aterrizaje para helicópteros y puede operar helicópteros y rotores basculantes tan grandes como el Sikorsky CH-53E Super Stallion y el MV-22B Osprey. El tamaño del elemento de combate aéreo varía según la operación: un elemento de combate aéreo estándar consta de seis Harriers o seis F-35B Lightning II y cuatro helicópteros de ataque AH-1W /Z Super Cobra /Viper para ataque y apoyo, doce Osprey y cuatro Super Stallions para el transporte y tres o cuatro helicópteros utilitarios Bell UH-1Y Venom. Para un asalto completo, el grupo aéreo puede tener un máximo de 22 águilas pescadoras, mientras que un Wasp que opera en el control marítimo o en la configuración "portaaviones Harrier" o "portaaviones Lightning" lleva 20 AV-8B o F-35B (aunque algunos barcos de la clase han operado hasta 24 Harriers), apoyados por 6Helicópteros Sikorsky SH-60 Seahawk para la guerra antisubmarina. Dos elevadores de aviones mueven aviones entre la cabina de vuelo y el hangar; para transitar por el canal de Panamá, estos ascensores deben plegarse.
Cada barco tiene capacidad para albergar a 1.894 efectivos del Cuerpo de Marines de los Estados Unidos; casi toda la fuerza de una unidad expedicionaria marina (MEU). Una embarcación de clase Wasp puede transportar hasta 30 800 pies cuadrados (2860 m2) de carga, y se asignan otros 20 000 pies cuadrados (1858 m2) para los vehículos de la MEU, que generalmente incluyen 5 tanques de batalla M1 Abrams, hasta a 25 AAV, 8 obuses M198, 68 camiones y hasta otros 12 vehículos de apoyo. Se utiliza un sistema de monorraíl interno de seis vías y seis elevadores internos de 5400 kg (12 000 libras) para trasladar la carga desde las bodegas de carga hasta las lanchas de desembarco en la cubierta del pozo.
Cada barco de clase Wasp tiene un hospital con 64 camas para pacientes y 6 quirófanos. Se pueden configurar 536 camas adicionales en una sala de urgencias desbordada según sea necesario.

### Armamento y sensores

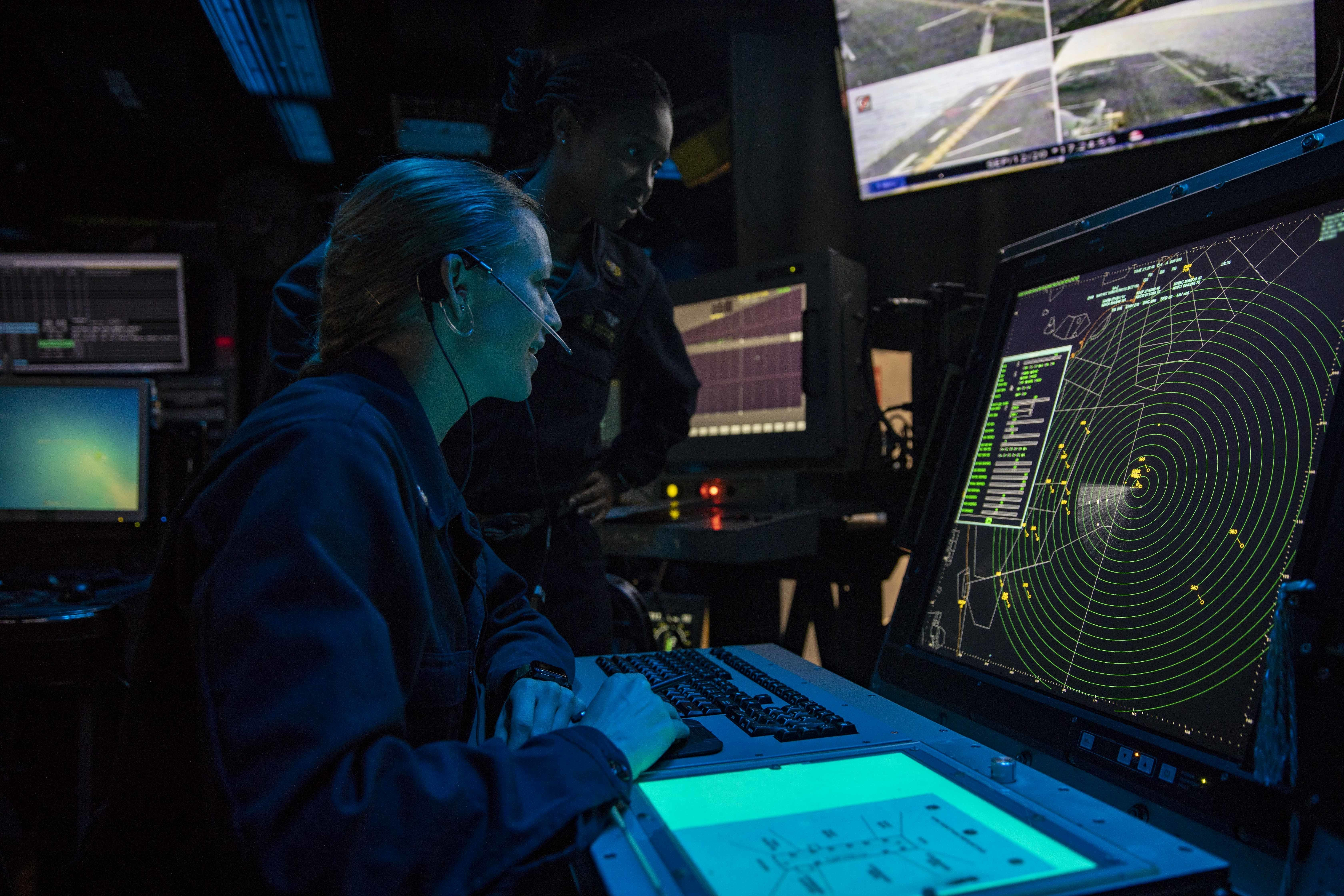
Control de tráfico aéreo a bordo del USS Wasp

El armamento de las primeras cuatro clases Wasp consta de dos lanzadores óctuples Mark 29 para misiles RIM-7 Sea Sparrow, dos lanzadores Mark 49 para misiles RIM-116 Rolling Airframe, tres Phalanx CIWS de 20 mm, cuatro sistemas de pistola de cadena Mark 38 de 25 mm, y cuatro ametralladoras calibre .50. Los siguientes cuatro barcos, Bataan, Bonhomme Richard, Iwo Jima y Makin Island, tienen un equipo de armas ligeramente reducido en comparación con sus barcos hermanos anteriores, con un Phalanx y un cañón Mark 38 eliminados.
Las contramedidas instaladas en los barcos incluyen de cuatro a seis lanzadores de desperdicios y señuelos Mark 36 SRBOC, un señuelo de torpedos AN/SLQ-25, boyas de desperdicios AN/SLQ-49, un señuelo de misiles Sea Gnat y una suite de guerra electrónica AN/SLQ-32.
El conjunto de sensores instalado en cada barco comprende un radar de búsqueda aérea AN/SPS-48 o AN/SPS-52 respaldado por un radar de búsqueda aérea AN/SPS-49, un radar de búsqueda de superficie SPS-67, un radar de búsqueda aérea AN/URN -25 Sistema TACAN, junto con varios radares adicionales para navegación y control de tiro.

## Construcción

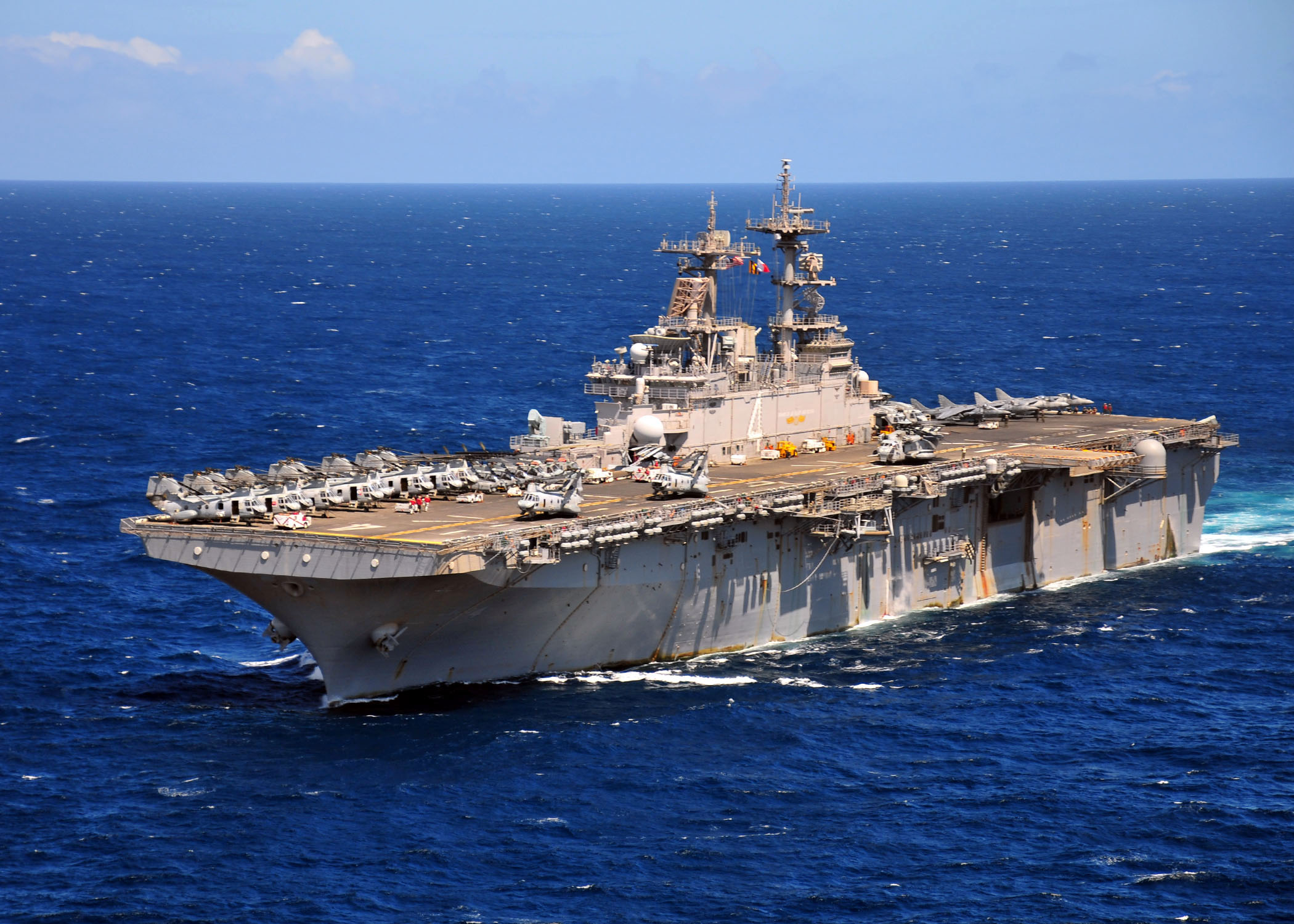
El USS Boxer navegando en el año 2011.

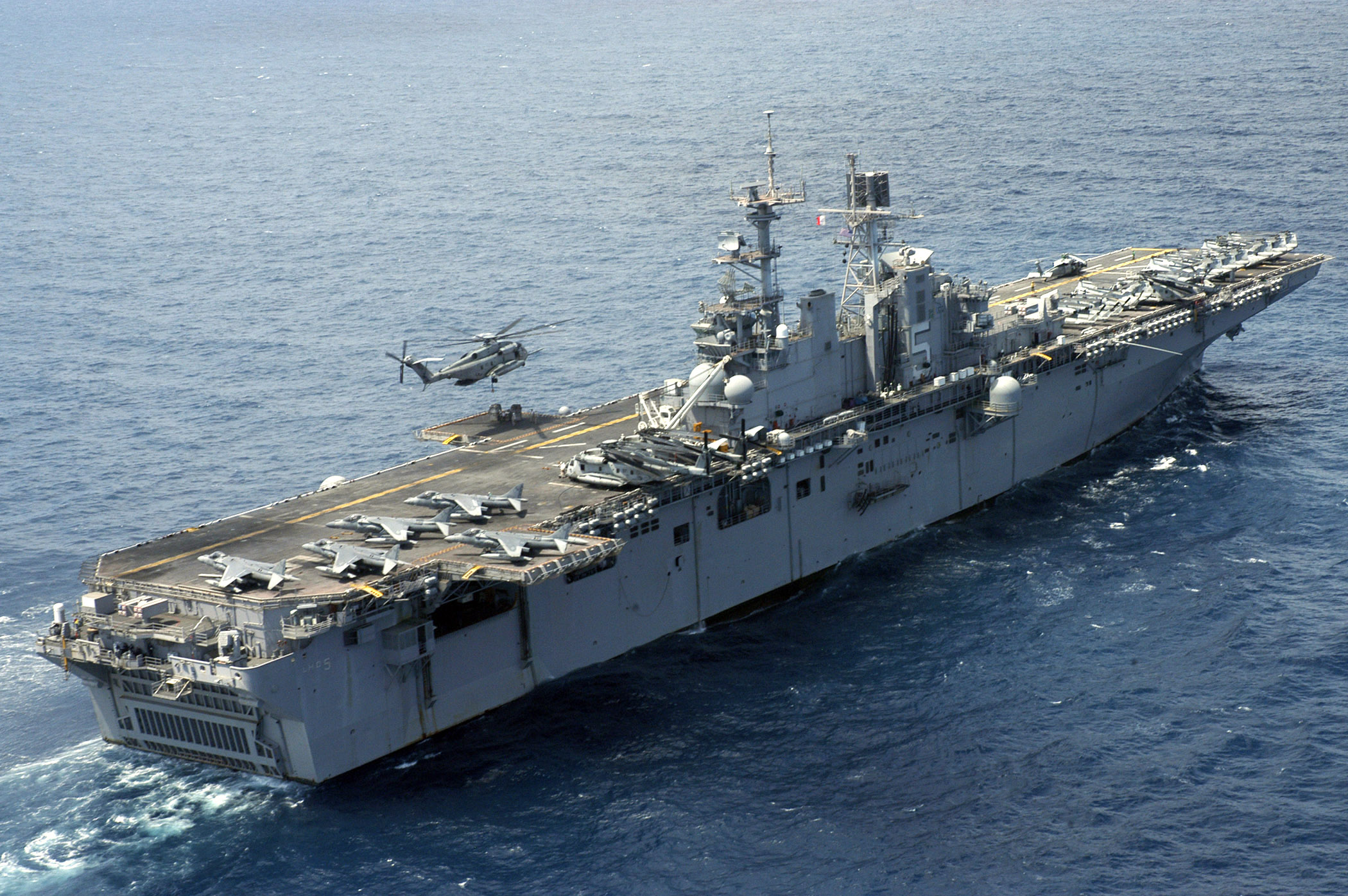
El USS Bataan navegando en el año 2007.

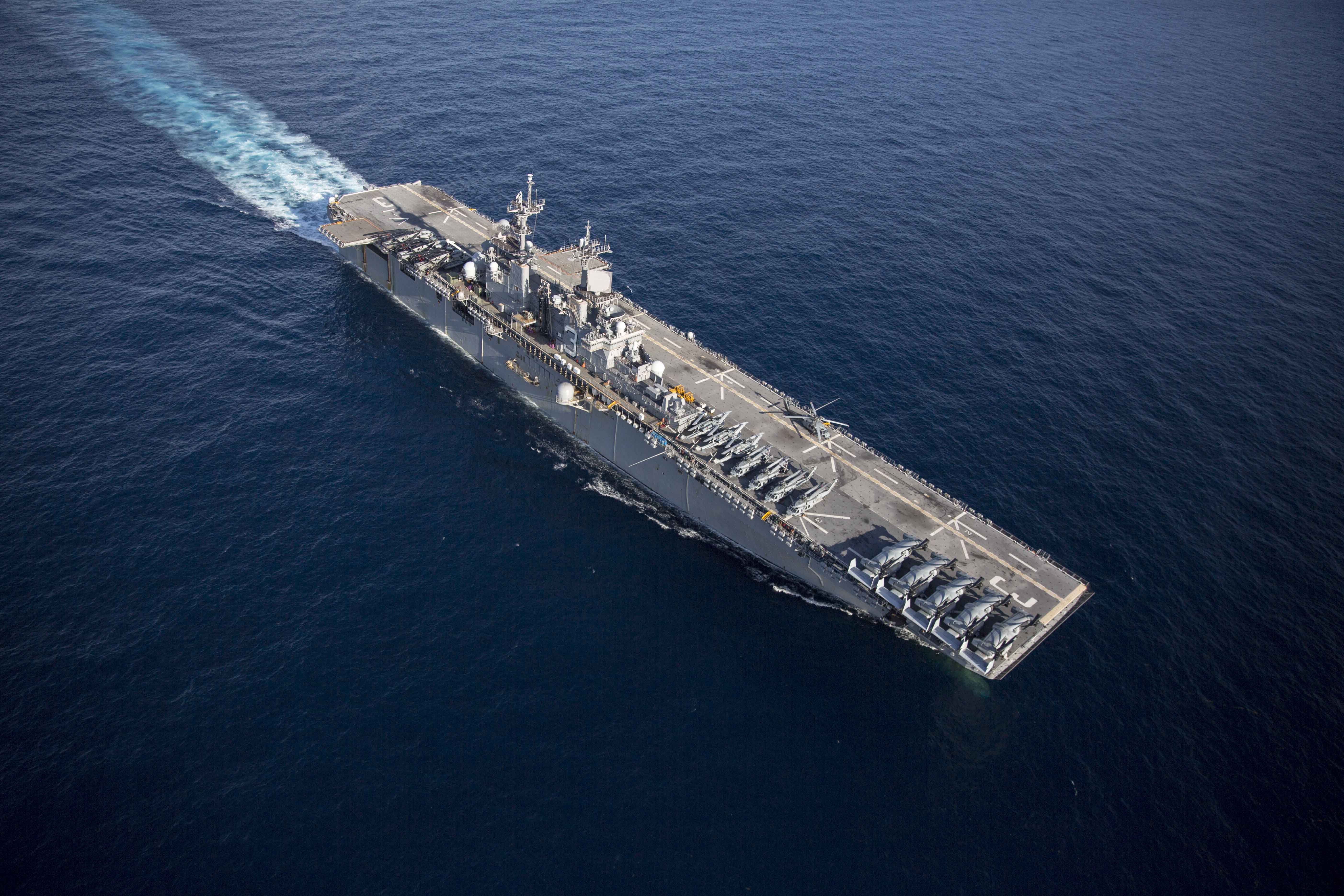
Vista aérea del USS Kearsarge, año 2017.

Todos los barcos de la clase Wasp fueron construidos por Ingalls Shipbuilding, en Pascagoula, Misisipi. El primer barco de la clase, el USS Wasp, entró en servicio el 29 de julio de 1989.
El quinto barco de la clase, el USS Bataan, se construyó a través de un proceso de ensamblaje modular y equipamiento previo, lo que significó que el LHD estaba completo en casi un 75 por ciento cuando fue botado. Bataan también fue el primer LHD que se construyó específicamente para albergar a miembros femeninos de la tripulación (en lugar de modificarse después de la finalización), con literas dedicadas para hasta 450 mujeres marineras o infantes de marina.
El ministro de Defensa japonés, Itsunori Onodera, sugirió en 2014 que Japón compre al menos un barco de clase Wasp para proporcionar una capacidad anfibia defensiva robusta para las islas exteriores japonesas frente a las amenazas chinas.

## Buques
- USS Wasp (LHD-1), Norfolk, Virginia. En servicio desde 1989.
- USS Essex (LHD-2), Sasebo, Japón. En servicio desde 1992.
- USS Kearsarge (LHD-3), Norfolk, Virginia. En servicio desde 1993.
- USS Boxer (LHD-4), San Diego, California. En servicio desde 1995.
- USS Bataan (LHD-5), Norfolk, Virginia. En servicio desde 1997.
- USS Bonhomme Richard (LHD-6). En servicio desde 1998. Dado de baja el 15/04/2021 tras el incendio sufrido entre el 12 y el 16 de julio de 2020.[1]
- USS Iwo Jima (LHD-7), Norfolk, Virginia. En servicio desde 2001.
- USS Makin Island (LHD-8), San Diego, California. En servicio desde 2009.

## Galería

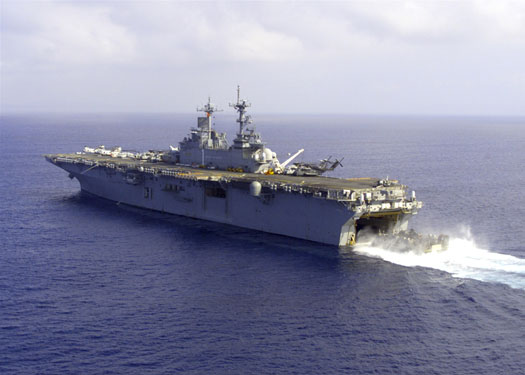
Un LCAC entrando en el dique inundable de un buque clase Wasp.
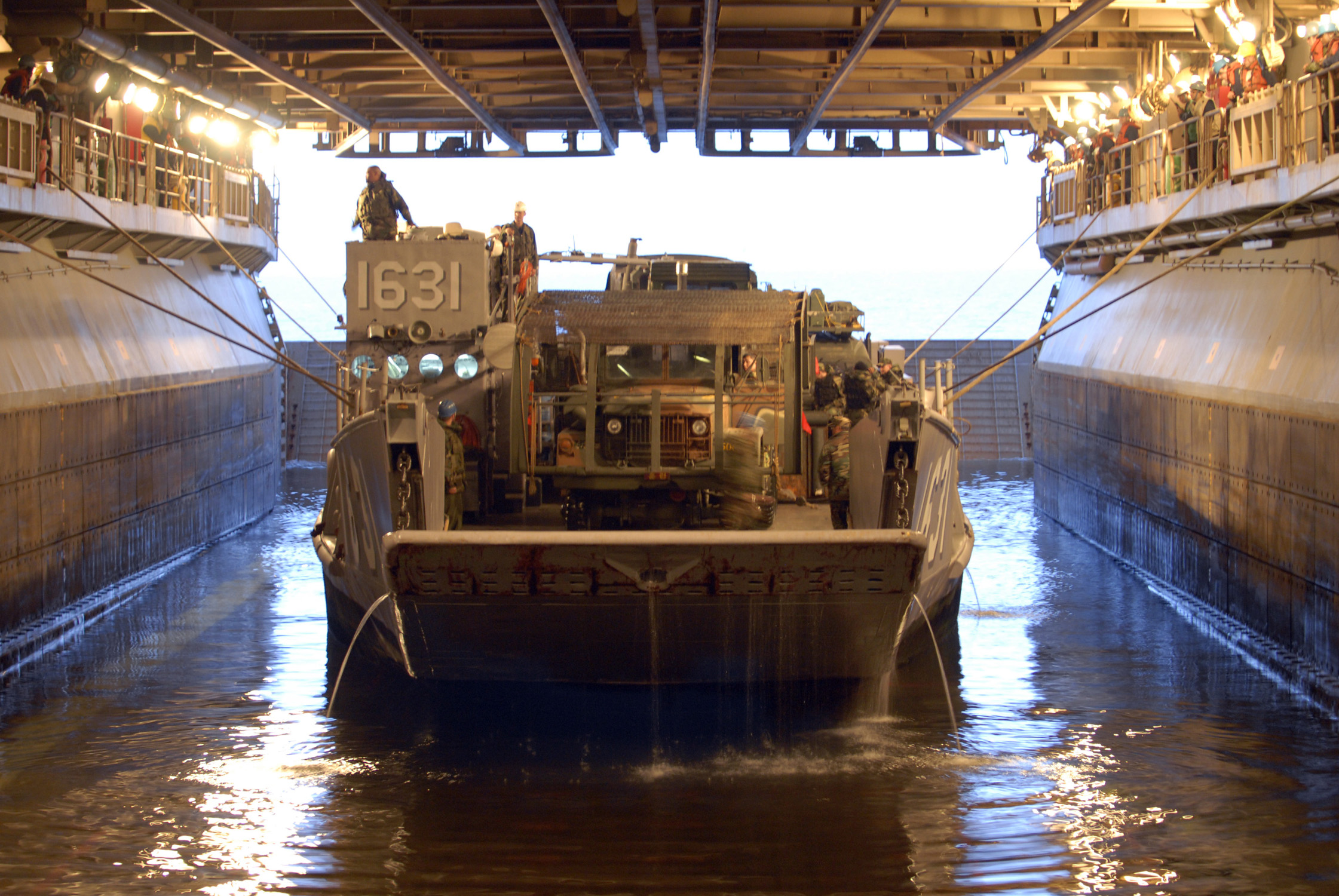
Dique inundable del USS Essex (LHD 2) con una lancha de desembarco preparándose para zarpar.
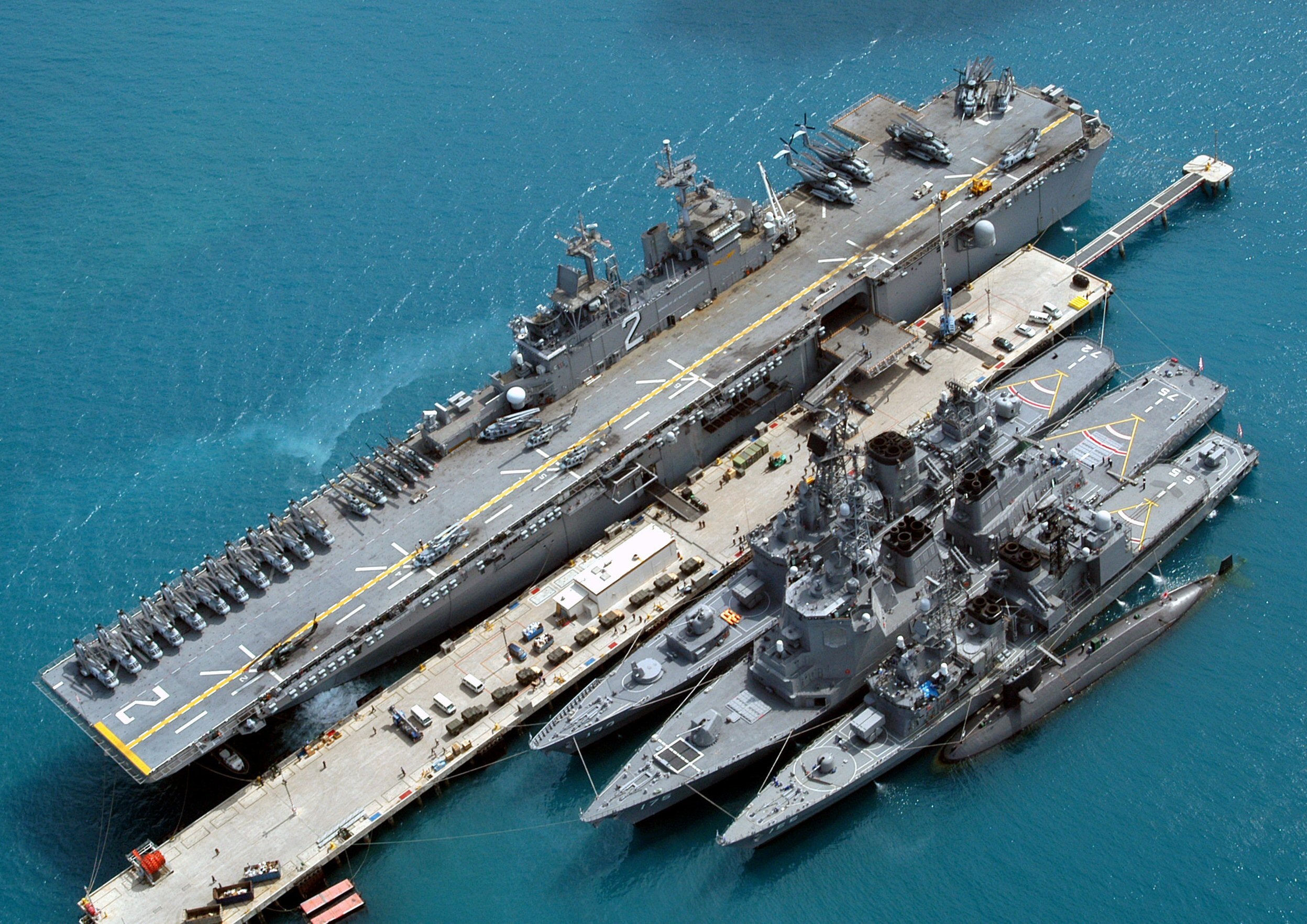
El USS Essex en puerto.
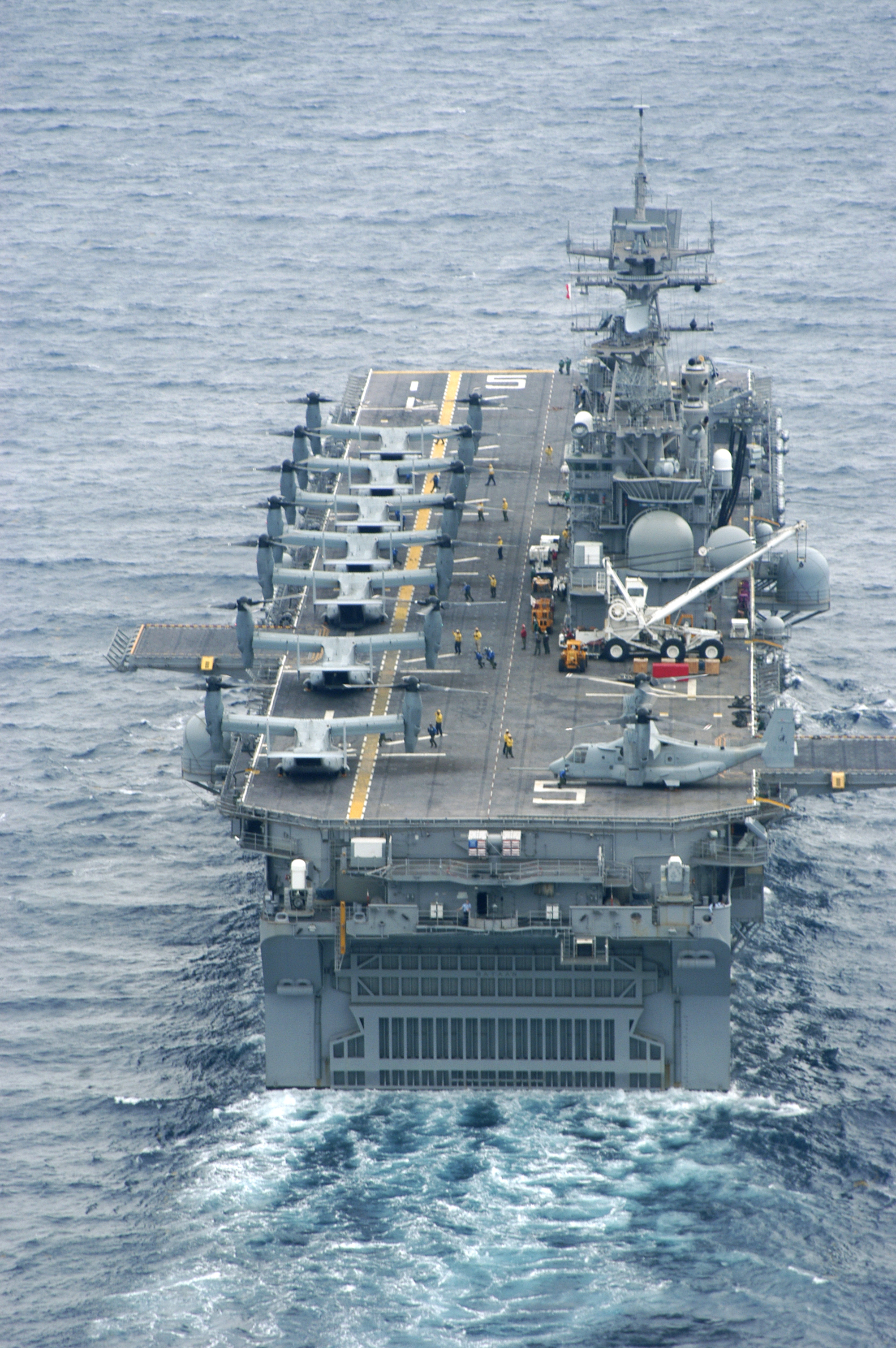
MV-22 Osprey operando desde el USS Bataan (LHD5).
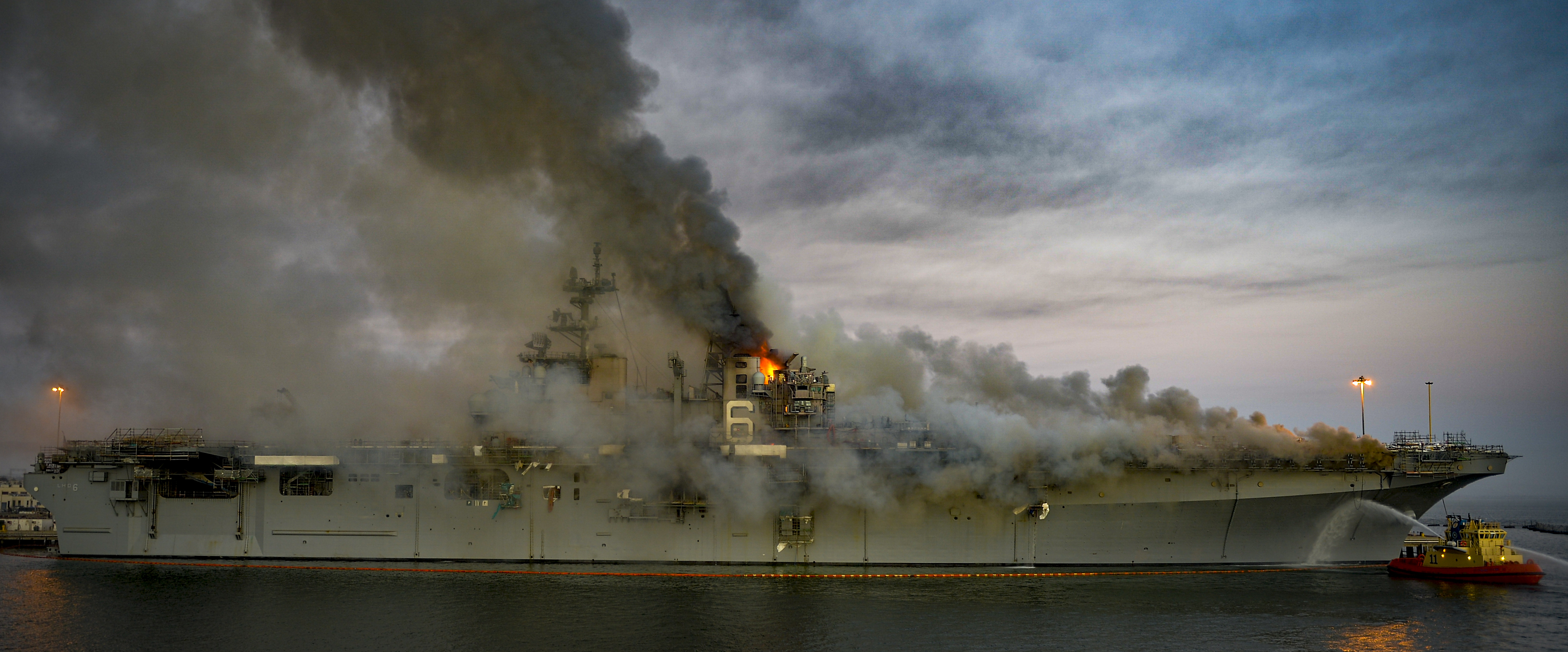
USS Bonhomme Richard (LHD-6) en llamas en la Base Naval de San Diego el 12 de julio de 2020.